# Irreligião na Dinamarca
A religião na Dinamarca não é praticada por mais de 60% das pessoas no país, embora muitas pessoas definam-se irreligiosas, mas com uma espiritualidade.